# دار ميم للنشر
دار ميم (تأسست عام 2007) هي دار نشر للأدب العربي مقرها الجزائر العاصمة . وقد حظيت العديد من الأعمال التي نشرَتْها بإشادة نقدية دولية.
تأسست دار ميم في عام 2007 على يد آسيا علي موسى. بالإضافة إلى الروايات، تنشر المجلة الشعر والمسرح والنقد والأبحاث الأدبية والفلسفية. وقد فازت بعض الروايات الصادرة عن دار ميم بجوائز أدبية دولية وترشيحها لأخرى.
وهو يركز في المقام الأول على أعمال المؤلفين الجزائريين العرب الشباب مثل جميلة موراني، إسماعيل يبرير، مليكة رافا، سامية بن دريس، صالحة العرجي، سفيان مخناش، وعبد الوهاب عيساوي.

## أعمال مختارة
دار ميم تصدر باللغة العربية.
- لا يترك في متناول الأطفال (رواية) لسفيان مخناش (2012)
- مخاض الصلحة (رواية "ولادة السلحفاة") لسفيان مخناش (2016)
- تاج الخطية ( "خطيئة التاج") بقلم جميلة موراني (2017)
- رواية "الدوائر والأبواب" لعبد الوهاب عيساوي (2017)
- الديوان الإسبرطي (رواية) لعبد الوهاب عيساوي (2017؛ الفائزة بجائزة البوكر العربية 2020) [3]
- أنا وحايم (رواية) لحبيب صياح (القائمة الطويلة للجائزة العالمية للرواية العربية عام 2019) [4][5]
- عين حمورابي (رواية) لعبد اللطيف ولد عبد الله (2020؛ مرشحة للقائمة القصيرة للجائزة العالمية للرواية العربية 2021) [6]